# بيتر كينان
بيتر كينان (بالإنجليزية: Peter Keenan)‏ هو لاعب كرة قدم أسترالية أسترالي، ولد في 7 أبريل 1951.

## وصلات خارجية
- بيتر كينان على موقع AustralianFootball.com (الإنجليزية)
- بيتر كينان على موقع AFLtables.com (الإنجليزية)